# Moulézan
Moulézan é uma comuna francesa na região administrativa de Occitânia, no departamento de Gard. Estende-se por uma área de 11,39 km². Em 2010 a comuna tinha 656 habitantes (densidade: 57,6 hab./km²).